# 스파르타쿠스: 최후의 전쟁
스파르타쿠스: 최후의 전쟁(Spartacus: War of the Damned)은 《스파르타쿠스 시리즈》의 3번째 시즌이다.